# Pseudomonas fluorescens
Pseudomonas fluorescens è una batterio gram-negativo, che dà nome a un gruppo di specie affini all'interno del genere Pseudomonas.

## Descrizione
Pseudomonas fluorescens ha ricevuto questo nome perché in ambienti con carenza di ferro produce un pigmento solubile fluorescente chiamato pioverdina capace di sottrarre il ferro complessato a proteine presenti nell'organismo parassitato o sul substrato colturale e veicolarlo nella cellula batterica.
Produce anche lipasi e proteasi termostabili, che alcalinizzano il latte, spezzando la caseina. È classificato tra i batteri non saccarolitici. Risulta positivo alla prova dell'ossidasi.
Possiede flagelli multipli.

## Habitat
Pseudomonas fluorescens ha un metabolismo molto versatile e in natura vive nel suolo e nelle acque superficiali. È un aerobio obbligato, anche se alcuni ceppi possono adattarsi a usare nitrati al posto dell'ossigeno atmosferico, e preferisce temperature tra 25° e 30 °C.

## Importanza per l'uomo
Pseudomonas fluorescens attacca raramente l'uomo, infettando più che altro persone debilitate o immunodepresse. Più frequenti sono le contaminazioni di cibi e anche prodotti medici (in particolare il sangue per le trasfusioni).
D'altra parte, sono stati trovati anche impieghi utili di questo batterio, per esempio per la produzione di alcuni antibiotici.